# یان ساموئل
یان ساموئل (فرانسوی: Yann Samuell‎؛ زادهٔ ۷ ژوئن ۱۹۶۵) کارگردان و فیلم‌نامه‌نویس اهل فرانسه است.
از آثارِ او می‌توان به دختر پرروی من (۲۰۰۸) اشاره کرد.